# Intendente
El intendente es un funcionario, de origen francés, introducido en España y en la América hispana por Felipe V, de la Casa de Borbón, que ejerce sus competencias sobre un determinado territorio. En la actualidad, esta figura sigue existiendo, con atribuciones diferentes, en varios países de América hispana como Argentina, Chile, Colombia, Ecuador, Paraguay, Uruguay y Cuba. En Brasil, el cargo de intendente existió hasta 1930, siendo entonces reemplazado por el prefeito. Tanto el ejercicio de las funciones de intendente como el territorio jurisdiccional donde estas se ejercen, suele denominarse 'intendencia'.

## Historia

### Francia
El intendant (intendente) surgió en Francia hacia el año 1551, adquiriendo impulso inicial bajo la influencia de los cardenales Richelieu y Mazarino, y fomentado posteriormente por Luis XIV y su ministro Jean-Baptiste Colbert.
El intendente era en aquellos tiempos el representante del monarca en las généralités (divisiones territoriales francesas en el Antiguo Régimen), cuya misión primordial consistía en el desarrollo económico de estas, poseyendo atribuciones de justicia, policía y hacienda (intendant de justice, police et finances).

### España
El intendente era en España un funcionario designado y dependiente del rey, que gozaba de amplios poderes y tenía como misión la recaudación de tributos y la dinamización económica, a través del control de las autoridades locales, el cuidado de las reales fábricas, el impulso del desarrollo de la agricultura y la ganadería, la realización de mapas y censos, el mantenimiento del urbanismo, etc. Esta figura posee un sentido centralizador y absolutista, propio de las reformas de la administración introducidas por los Borbones.
Su establecimiento se remonta a la época de Felipe V. Para afrontar la situación económica que experimentaba el Imperio español a inicios del siglo XVIII, el rey solicitó asesoría a Francia, a cuya llamada acudió desde aquel país Juan Bautista Orry, quien finalmente recomendó, entre otras medidas, la aplicación del régimen de intendencias en España. Luego de algunos estudios, se decidió introducir el sistema, destinando a estos nuevos funcionarios en un primer momento a la administración financiera del ejército, debido a que el país se encontraba en el contexto de la Guerra de Sucesión Española.
Los primeros intendentes se remontan a 1711. Primero se nombraron varios funcionarios con el cargo de superintendente general del ejército, para la sujeción de los territorios conquistados tanto en lo que correspondía al ejército como a la hacienda y gasto público. Debido al éxito alcanzado, se consideró entonces otorgarles zonas territoriales, denominadas intendencias.
En 1718, con la Ordenanza de Intendentes de ejército y provincia de 4 de julio de aquel año, se convierten en intendente de ejército y provincia, que en ocasiones actuaron solo en el ámbito civil como intendente de provincia, otorgándoseles competencias en materia de justicia, hacienda, guerra y policía. Con posterioridad, se les fueron añadiendo facultades en el ámbito económico (agricultura, comercio, industria, transportes) y a veces acumulaban el cargo de corregidor en la ciudad capital de su provincia (intendente corregidor). En 1724 desapareció la función de intendente de ejército en las provincias sin tropa, quedando limitados a los que dependían de cada capitanía general, a excepción de Navarra.
En 1749, el rey Fernando VI reordenó el sistema con una intendencia por provincia, junto con el corregimiento de la capital (cargos que volvieron a separarse en 1766). Cada intendente sería auxiliado por un teniente letrado o alcalde mayor subordinados, o a veces dos, para el ejercicio de las funciones judiciales. El número y extensión de las provincias no fue estable, y se subdividieron en partidos.

### Hispanoamérica
El régimen de intendencias se aplicó a partir del siglo XVIII en las posesiones del Imperio español en Hispanoamérica (y las Filipinas) debido, principalmente, al buen desempeño que tuvo el sistema en España. Los reyes, imbuidos en el pensamiento del absolutismo ilustrado, deseaban reformar la administración de sus posesiones, uniformándola y promoviendo el bienestar, junto con mejorar los ingresos de la Real Hacienda y la defensa de tales territorios.
Los intendentes tenían por misión general la promoción de la economía y el resguardo de la hacienda. Sin embargo, no todos los intendentes tuvieron idénticas facultades. El sistema experimentó diversas variaciones a lo largo del tiempo; por ejemplo, en un comienzo se trató de separar las funciones de intendente de las de virrey o gobernador, pero los conflictos que se produjeron en algunos casos, llevaron a la decisión de reunir ambas en ciertas zonas.
Estos funcionarios solían tener un asesor letrado o teniente letrado, con carácter permanente y de nombramiento real, y subdelegados, que cumplían sus órdenes y que ejercían sus funciones en áreas territoriales denominadas subdelegaciones o partidos, que correspondían a los antiguos corregimientos, reemplazando en algunos lugares a los corregidores.
Tras la recuperación de La Habana, que estaba ocupada por los británicos, se instauró en Cuba la primera intendencia en 1762. En 1764, se dictaron para ella unas ordenanzas —a las que se introdujeron cambios en 1765 y 1767—, determinándose que el intendente de La Habana lo era de “ejército y hacienda”, para darle una importante intervención en temas económicos, pero careciendo de competencias políticas. Tales ordenanzas rigieron hasta su reemplazo, en 1786, por las aplicadas en Nueva España. En 1764 se creó la intendencia de Luisiana.
El mismo año de 1764, José de Gálvez inició una visita al Virreinato de Nueva España, proponiendo en un Informe y Plan de Intendencias, firmado por él y el virrey Carlos Francisco de Croix, el establecimiento del régimen de intendentes en el virreinato. En 1770 fue creada la Intendencia de Arizpe en las provincias de Sonora y Sinaloa.
En 1776 Gálvez asumió en la Secretaría de Indias, y se creó el 8 de octubre del mismo año la primera intendencia de Sudamérica, en Venezuela. El gobernador e intendente ejercería sus funciones sobre Caracas, Cumaná, Margarita, Guayana y Maracaibo. Sus ordenanzas eran similares a las de Cuba, pero hacían mayor hincapié en las atribuciones de policía; fueron reemplazadas, en 1783, por las dadas a los intendentes del Río de la Plata.
Dos años después de la creación del Virreinato del Río de la Plata, en 1778, se decidió instaurar allí también las intendencias, con una de “hacienda” en Buenos Aires. En 1782 se dictaron las Ordenanzas de Intendentes del Río de la Plata (que fueron modificadas en 1783), pasando a ser en dicho virreinato la de Buenos Aires de “ejército y provincia” y otras siete solo de “provincia”.
En 1784 se aplicó el régimen de intendencias en el Virreinato del Perú, aplicándose las ordenanzas del Río de la Plata, con adaptaciones (siendo intendencia de “ejército y provincia” la de Lima y el resto de “provincia”). Ese mismo año se establecieron en Filipinas, en Manila (de “ejército y hacienda”) y en Puerto Rico.
En Guatemala las intendencias se instauran en 1785, aplicándoles las ordenanzas del Río de la Plata (aunque eran solo de “provincia”). Al año siguiente, se extiende el sistema al Virreinato de Nueva España, dictándose una ordenanza cuyo contenido era similar a la del Río de la Plata (siendo intendencia de “ejército y provincia” la de México y el resto de “provincia”). En ese mismo año también se aplican en Chile, regidas por las ordenanzas del Río de la Plata, con las adaptaciones peruanas.
A finales del siglo XVIII, la Provincia de Honduras fue dividida en dos intendencias, la “Intendencia de Santa María de la Nueva Valladolid de Comayagua” y la “Intendencia de San Miguel de Heredia de Tegucigalpa”.
En el Virreinato de Nueva Granada el virrey era el superintendente de todo el virreinato (con la misma ordenanza que el Río de la Plata), excepto en el caso de Quito (creada el 25 de mayo de 1783) y Cuenca (creada el 26 de septiembre de 1786), dentro de la Presidencia de Quito. Finalmente en 1813 fueron creadas en Cuba las intendencias de Puerto Príncipe y de Santiago de Cuba (ambas de “hacienda”).
El rey Carlos IV dictó una Ordenanza General de Intendentes en 1803, que reunía en un solo cuerpo la regulación de las intendencias. Sin embargo, al poco tiempo fue dejada sin efecto, a instancia del ministro Manuel Godoy.

#### Sistema de intendencias
Entre las primeras funciones del visitador Gálvez estuvo la de establecer una centralización administrativa orientada a fortalecer el control de la Corona sobre el virreinato. Se buscaba tomar medidas encaminadas a romper el monopolio que tenían las élites locales en el gobierno municipal y establecer un sistema de división territorial similar al creado por el gobierno de Francia, ya adoptado en España. El virreinato fue dividido en jurisdicciones político-administrativas denominadas intendencias, bajo la dirección de un funcionario que actuaba en calidad de gobernador general o intendente, con los atributos del poder: justicia, guerra, hacienda, fomento de las actividades económicas y obras públicas. Los intendentes debían utilizar su autoridad para movilizar la economía de sus provincias y solicitar la colaboración del pueblo; se consideraba necesario mejorar la participación pública en los asuntos comunales, para que hubiese contacto entre gobernantes y gobernados y lograr, con ello, una mayor estabilidad.(Delgado de Cantú 363)
Los intendentes, cuyo puesto no tenía un tiempo de duración determinado, recibían un sueldo de seis mil pesos, suma que superaba los salarios anuales que percibían los jueces de la Audiencia y muchos otros altos funcionarios. Se esperaba que, adictos a la Corona y bien pagados, los intendentes acabarían con las prácticas de corrupción y con los abusos de los alcaldes mayores; para ello serían encargados de introducir las reformas, que habrían de comenzar por la agricultura. El intendente repartía baldíos a los indios y españoles que carecían de tierras, supervisando que hicieran producir; también debía favorecer la artesanía y fomentar el comercio y la minería.(Delgado de Cantú 363)
El establecimiento de este sistema despertó fuertes resistencias que impidieron su aplicación completa; en un primer momento el rechazo provino de los virreyes mismos, quienes se opusieron a ceder parte de su poder y funciones a los intendentes. A sus protestas se unieron los miembros de la Real Audiencia, los altos jerarcas eclesiásticos y los miembros de las principales corporaciones, que sentían limitado su poder. En este contexto se dio el estallido de la Revolución de Independencia de las 13 colonias de Norteamérica, que obligó a protestar los puntos centrales del programa reformista en Nueva España, pues debido a la guerra con Inglaterra en que participó la metrópoli, no convenía aplicar por el momento medidas drásticas que pusieran en peligro el apoyo financiero de los subsidios novohispanos.(Delgado de Cantú 363)
Los intendentes tenían como misión primordial fomentar la economía y cuidar la hacienda pública real hacienda. No todos los intendentes tuvieron las mismas facultades y atribuciones. En términos generales, estas podían abarcar las siguientes áreas:
- Hacienda
- Gobierno y Policía
- Justicia
- Guerra
- Patronato

## Actualidad

### Argentina
En Argentina, “Intendente” es el título que recibe el titular del poder ejecutivo de un municipio (ciudad), análogo al de “alcalde” en otros países hispanohablantes; aunque debido a la autonomía legislativa en esta materia por parte de las provincias, su denominación puede variar en algunos casos.
Existen en Argentina dos formas distintas de intendencia, caracterizada por su jurisdicción territorial: Las intendencias que administran subdivisiones de una misma provincia, como es el caso de la provincia de Buenos Aires (en donde se denominan partidos); y las que administran únicamente ciudades y su ejido municipal (área territorial de administración directa), los cuales no abarcan totalmente las subdivisiones de una provincia (denominadas habitualmente en este caso departamentos), como es el caso de la provincia de Córdoba.
En estos últimos casos, los departamentos pueden contener múltiples intendencias de diferentes ciudades. Las características jurídicas están establecidas en las constituciones provinciales. El periodo de intendente dura 4 años.

### Chile
Chile es una república presidencial que comprende 16 regiones. El Intendente era el representante natural e inmediato del Presidente de la República en el territorio de su jurisdicción, una región de Chile y en quien reside el gobierno interior de la misma.
Era nombrado por el presidente y se mantenía en sus funciones mientras cuente con su confianza. Era subrogado por el gobernador de la provincia asiento de la capital regional y a falta de este, por el funcionario de más alto grado del respectivo escalafón. Asimismo, como órgano descentralizado administrativamente, el intendente era el órgano ejecutivo del gobierno regional y presidía el consejo regional.
El año 2021 el cargo de intendente dejó de existir y fue reemplazado por dos cargos, por un lado el de Gobernador Regional (el que es elegido democráticamente por la ciudadanía) y por otro el de Delegado Presidencial Regional (el que es nombrado directamente por el Presidente de la República y se mantendrá en el cargo mientras cuente con la confianza de este).

### Colombia

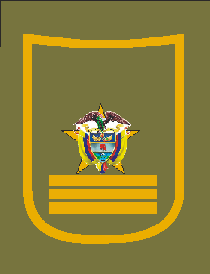
Insignia de Intendente Policía Nacional de Colombia.

En Colombia, Intendente es el tercer grado de la carrera del Nivel Ejecutivo de la Policía Nacional y equivale a un Suboficial en el grado de Sargento Segundo, grado inmediatamente inferior al de Intendente Jefe e inmediatamente superior al de Subintendente.
El grado es una jineta confeccionada en paño o lanilla color verde aceituna. Tiene 8 cm de largo por 6 cm de ancho. Lleva la Estrella de la Policía en la parte superior y tres barras horizontales en la parte inferior de 4 cm de largo por 0.5 cm de ancho. los ángulos, barras, bordes y estrella son bordados en hilo dorado o hilo negro dependiendo del uniforme.
Desde inicios del siglo XX hasta 1991 el intendente tuvo a su cargo las entidades territoriales conocidas como Intendencias, dependientes del gobierno central.

### Costa Rica
En Costa Rica un intendente es un funcionario electo democráticamente para gobernar ciertos distritos especiales que, por su distancia del centro político del cantón (municipio) al que pertenecen, gozan de cierta autonomía. Estos distritos son solo ocho en total y se les conoce como Concejos Municipales de Distrito.

### Cuba
En Cuba, el cargo fue introducido por la Constitución de la República de 2019 para dirigir los Consejos de Administración —subordinados a las Asambleas Municipales del Poder Popular (ayuntamientos)— y con funciones estrictamente ejecutivo-administrativas. En tanto la máxima autoridad local es el presidente de la Asamblea Municipal (alcalde), corresponde a este designar y destituir al Intendente, previo acuerdo con la mayoría de los Delegados del Poder Popular (concejales) en dicho órgano.

### España
En España los Cuerpos de Intendencia de los Ejércitos y de la Armada son los herederos de la tradición de las Intendencias. Los Coroneles Jefes de la Intendencia de determinadas áreas militares conservan el título de Intendente y el general de División de cada uno de los Cuerpos de Intendencia de la Armada y los Ejércitos mantiene el título honorífico de Intendente General. Actualmente los Cuerpos de Intendencia del Ejército de Tierra, de la Armada y del Ejército del Aire tienen como cometidos el planeamiento y administración de los recursos económicos y el asesoramiento en materia económico-financiera y los de carácter logístico que les corresponden en el ámbito de los Ejércitos.

### Paraguay
En el Paraguay, los Intendentes son las máximas autoridades de un municipio, equivalentes a los “alcaldes” de otros países hispanoamericanos.

### Uruguay
En Uruguay, los Intendentes son las autoridades encargadas de administrar cada uno de los diecinueve departamentos en los que se divide el país. Los Intendentes son electos en las elecciones departamentales. En una elección departamental todos los habitantes de un Departamento votan quien ejercerá la intendencia en ese Departamento. Las elecciones departamentales se llevan a cabo  una vez cada 5 años  e independientes de las elecciones nacionales.